# 阿迪杰河畔阿尔巴雷多
阿迪杰河畔阿尔巴雷多（義大利語：Albaredo d'Adige）是意大利威尼托大区维罗纳省的市镇，距离省府维罗纳约25公里。